# Celso Bayma
Celso Bayma (Assunção, 8 de julho de 1874 — 26 de junho de 1935) foi um advogado e político brasileiro.
Filho de Alexandre Marcelino Bayma e de Manuela Sion de Bayma.
Bacharel em direito pela Faculdade Livre de Direito do Rio de Janeiro, em 1892, atual Faculdade Nacional de Direito da Universidade Federal do Rio de Janeiro (UFRJ).
Foi deputado à Assembleia Legislativa de Santa Catarina na 4ª legislatura (1901 — 1903), 5ª legislatura (1904 — 1906), na 6ª legislatura (1907 — 1909).
Foi eleito por Santa Catarina para a Câmara dos Deputados na 7ª legislatura (1909 — 1911), na 8ª legislatura (1912 — 1914), na 9ª legislatura (1915 — 1917), na 10ª legislatura (1918 — 1920), na 11ª legislatura (1921 — 1923), e na 12ª legislatura (1924 — 1926).
Foi senador por Santa Catarina.